# Luis Emilio Gómez Ruiz
Luis Emilio Gómez Ruiz (Caracas, 10 de noviembre de 1911-ibidem, 19 de diciembre de 1966) fue un abogado y diplomático venezolano.

## Biografía
Cursó estudios en la Universidad Central de Venezuela, donde obtuvo los títulos de doctor en Ciencias Políticas y de abogado. Hizo cursos de especialización en el Instituto Técnico de Preparación para los Servicios Diplomático y Consular y de Agentes Comerciales del Ministerio de Relaciones Exteriores de su país, obteniendo luego el título de Licenciado en las carreras Diplomática y Consular. 
Hizo carrera diplomática ocupando diversos cargos, como Jefe de servicio de la sección de Relaciones Interamericanas del Ministerio de Relaciones Exteriores, Secretario de la Comisión Preparatoria para la participación de Venezuela en la VIII Conferencia Internacional Americana; secretario de la Embajada de Venezuela en Colombia y primer secretario de la Embajada de Venezuela en los Estados Unidos. Fue nombrado asesor del Representante de Venezuela en el Consejo de Administración de las Naciones Unidas para el Socorro y Rehabilitación de las regiones devastadas en 1944 y consejero del Representante de Venezuela -a la sazón, el embajador Diógenes Escalante- en el Comité de Juristas de las Naciones Unidas en Washington (1945). 
Fue además Secretario del Consejo de Economía Nacional, profesor de Derecho Internacional Privado y abogado en ejercicio. Se desempeñó también en la junta directiva de varias compañías privadas cuando fue llamado por Carlos Delgado Chalbaud a ocupar el cargo de Ministro de Relaciones Exteriores en 1948. En dicho tenor fue presidente de la delegación venezolana a la VI Asamblea General de las Naciones Unidas que se reunió en París el 6 de noviembre de 1951. Durante sus últimos años se retiró a la actividad privada, ocupando la presidencia del Banco Mercantil y Agrícola en Caracas.